# Saint-Méloir-des-Ondes
Saint-Méloir-des-Ondes (bretonisch Saint-Meleg) ist eine französische Gemeinde mit 4666 Einwohnern (Stand 1. Januar 2022) im Département Ille-et-Vilaine in der Region Bretagne. Die Bewohner werden Méloriens und Méloriennes genannt.

## Geografie
Die Gemeinde liegt an der Baie du Mont-Saint-Michel, die das Gemeindegebiet im Osten begrenzt. Saint-Méloir-des-Ondes befindet sich südöstlich von Saint-Malo. Die Nachbargemeinden sind Saint-Coulomb und Cancale im Norden, Saint-Benoît-des-Ondes im Südosten, La Gouesnière und Saint-Père-Marc-en-Poulet im Süden, Saint-Jouan-des-Guérets im Südwesten und Saint-Malo im Westen.
Zur Gemeinde gehören die Weiler La Beuglais, La Ville Bague und Le Grand Porcon.
Der Bahnhof „Saint-Méloir - La Gouesnière - Cancale“ an der Bahnstrecke Rennes–Saint-Malo befindet sich in La Gouesnière.

## Geschichte
Zufällig entdeckte Werkzeuge deuten darauf hin, dass das Gebiet bereits seit frühgeschichtlichen Zeiten von Menschen besiedelt war. Zur Zeit der römischen Besatzung kreuzten sich hier zwei wichtige Römerstraßen. Ausgrabungen deuten auf die Existenz eines Vicus hin. Der Name Saint-Méloir wurde erstmals im Jahr 1032 erwähnt. Alain III. bestätigte damals in einem Dokument, dass seine verstorbenen Eltern in dem Ort eine Kirche namens Saint-Méloir gestiftet haben. Es ist also von einer Errichtung der Kirche um das Jahr 1000 auszugehen. Sie trägt den Namen des Mélar, einem bretonischen Heiligen, der im 6. Jahrhundert lebte. Im Mittelalter entstanden zahlreiche Dämme, sodass eine Ausweitung der Landwirtschaft möglich wurde. Es wurde vielfach Wein angebaut, bis ins 20. Jahrhundert hinein war auch der Anbau von Tabak verbreitet. Damals umfasste das Gemeindegebiet noch einen Großteil der heutigen Gemeinde Saint-Benoît-des-Ondes. Im November 1515 wurde in Saint-Méloir erstmals ein Taufregister geführt. Als der Ort gegen Ende des 16. Jahrhunderts zum Schauplatz der Hugenottenkriege wurde, wurde die lokale Burg zerstört. Die geografische Nähe zu Saint-Malo ermöglichte es den Bewohnern von Saint-Méloir, sich an den Raubzügen der Piraten zu beteiligen. Andererseits erwarben zahlreiche Bewohner der Stadt Landhäuser in Saint-Méloir. 1789 wurden im Zuge der Französischen Revolution auch in Saint-Méloir Cahiers de Doléances verfasst. Durch die Revolution musste die Kirche schließen. 1793 erhielt die Gemeinde als Folge der Revolution den Namen Méloir Richeux. Im 19. Jahrhundert wurde die alte Kirche abgerissen, die neue wurde 1860 eingeweiht.

### Bevölkerungsentwicklung
| Jahr      | 1962 | 1968 | 1975 | 1982 | 1990 | 1999 | 2007 | 2014 |
| Einwohner | 2413 | 2486 | 2320 | 2322 | 2588 | 2995 | 3480 | 3933 |

## Sehenswürdigkeiten
Im Ortszentrum befindet sich die aktuelle Kirche aus dem Jahr 1860. Früher existierten außerdem drei Kapellen. Rund um den Ortskern befinden sich zahlreiche Landhäuser, so genannte Manoirs. Nahe der Küste befinden sich drei Schlösser. Der Bau des Château du Vaulérault wurde von Ludwig XIV. in Auftrag gegeben. Wenig weiter südlich befindet sich das Château de Beauregard. Ganz im Süden befindet sich das zerstörte Château Richeux.
Siehe auch: Liste der Monuments historiques in Saint-Méloir-des-Ondes